# 長嶋有
長嶋 有（ながしま ゆう、男性、1972年9月30日 - ）は日本の小説家、漫画家、俳人、コラムニストである。漫画やテレビゲームに造詣が深く、ブルボン小林（ブルボンこばやし）名義で漫画・ゲームの批評、コラムの執筆も行っている。サブカルチャーの教養をベースにした純文学作家と評される。

## 経歴

### デビューまで
埼玉県草加市生まれ。幼少期に両親が別れ、母の故郷である北海道へと移り、登別市や室蘭市で育つ。登別市立幌別西小学校、室蘭市立港南中学校（1年後輩に安田顕）、北海道室蘭清水丘高等学校普通科を経て、東洋大学2部文学部国文学科を卒業。
少年時代には漫画やライトノベルを好んで読んでいたが、図書局に所属していた高校時代に高橋源一郎『ジョン・レノン対火星人』を読んで文学の自由さを知る。また色川武大の短編「連笑」（短編集『百』所収）を読んで、「要約できないものを書くのが文学だ」と気付かされる。
1990年代半ばからASAHIネットのパソコン通信に出入りし、「パスカル短篇文学新人賞」に応募するなどしていた。1997年にシヤチハタに就職し、結婚（のちに離婚）。ネットで知り合った仲間と俳句の同人に参加するようになり、その中の一人には川上弘美がいた。1998年に「ブルボン小林のインテリ大作戦」というウェブサイトを立ち上げる。投稿作品が予選通過や佳作を取るようになったため1999年に会社を辞め、作品執筆に専念する。2000年にASAHIネット時代からの友人が立ち上げたメールマガジンにコラムを連載し、フリーライターとして活動を開始。

### 小説家として
2001年に5つの文芸誌に同時に応募、このうち『文學界』に送った『サイドカーに犬』が第92回文學界新人賞を受賞し、小説家デビュー。同作で第125回芥川賞候補となる。2002年、「猛スピードで母は」で第126回芥川賞受賞。
2003年、『タンノイのエジンバラ』で第29回川端康成文学賞候補。2004年、『夕子ちゃんの近道』で第30回川端康成文学賞候補。2007年、『夕子ちゃんの近道』で第1回大江健三郎賞受賞。同年『サイドカーに犬』が根岸吉太郎監督により映画化。また2008年に『ジャージの二人』が中村義洋監督により映画化された。2016年、『三の隣は五号室』で第52回谷崎潤一郎賞受賞。
2009年から2011年まで群像新人文学賞の選考委員を務めた。2016年、再婚。2017年（第123回）からは文學界新人賞の選考委員を務めている。
長嶋有名義で、2015年の初回から渋谷らくごの「渋谷らくご創作大賞」の審査員を毎年務めているが、落語を聴くのは毎年この選考会の時だけであると会場で断言した上で審査員を続けている。

### 同人作家として
同人作家としても活動しており、2006年に柴崎友香、名久井直子、福永信、法貫信也とともに同人誌『メルボルン1』を、2008年に第2弾『イルクーツク2』を刊行。また2007年にはブルボン小林名義で『スポンジスター』を刊行している。

### 漫画評論家として
ブルボン小林名義での漫画評論の活動も活発で、『週刊文春』でコラム「マンガホニャララ」を隔週で連載していた（2019年に連載中止）。2010年から小学館漫画賞、2012年から手塚治虫文化賞の選考委員も務める。
2011年には漫画制作ソフト「コミPo!」を使用し、ウェブコミック配信サイト『ぽこぽこ』（太田出版）にて初の漫画作品『フキンシンちゃん』を連載、後に単行本化した。

### 俳人として
公開句会「東京マッハ」のメンバーの一人であり、俳句同人「傍点」の主催。2014年には初の句集『春のお辞儀』を刊行した。
また2019年度のNHKの俳句番組『NHK俳句』にて毎月第二週の選者を担当している。
2008年までは「長嶋肩甲」という俳号を使っていた。短歌の新人賞「笹井宏之賞」第2回（2020年）の選考委員を務めた。

## 家系
『ねたあとに』文庫版の解説を執筆した長嶋康郎（ながしま やすお、1947年 - ）は長嶋の実父であり、『古道具ニコニコ堂です』（2004年、河出書房新社）などの著書がある国分寺市の古道具店「ニコニコ堂」の店主。つげ義春や佐野洋子とも交流があった。佐野は『猛スピードで母は』の装画を手がけている。店舗は2020年にあきる野市へ移転し「ニコニコ堂＆ギャラリー月ノ光」となった。
ルーツは佐渡島であり、曽祖父は新穂で医院を開業していた。祖父の長嶋長節は医学博士で、杏林大学医学部教授。長節の長男・善郎は言語学者で学習院大学教授、次男・和郎は医学者で北海道大学教授、三男が康郎。

## 作品一覧

### 小説

#### 単行本
- 『猛スピードで母は』（2002年1月、文藝春秋 / 2005年2月、文春文庫、解説：井坂洋子）ISBN 9784167693015
  - サイドカーに犬（『文學界』2001年6月号）
  - 猛スピードで母は（『文學界』2001年11月号）
- 『タンノイのエジンバラ』（2002年12月、文藝春秋 / 2006年1月、文春文庫、解説：福永信）ISBN 9784167693022
  - タンノイのエジンバラ（『文學界』2002年2月号）
  - 夜のあぐら（『文學界』2002年5月号）
  - バルセロナの印象（『文學界』2002年10月号）
  - 三十歳（『新潮』2002年10月号）
- 『ジャージの二人』（2003年12月、集英社 / 2007年1月、集英社文庫、解説：柴崎友香）ISBN 9784087461183
  - ジャージの二人（『すばる』2003年3月号）
  - ジャージの三人（『すばる』2003年11月号）
- 『パラレル』（2004年6月、文藝春秋 / 2007年6月、文春文庫、解説：米光一成）ISBN 9784167693039
  - パラレル（『文學界』2004年2月号）
- 『泣かない女はいない』（2005年3月、河出書房新社 / 2007年10月、河出文庫、解説：加藤陽子）ISBN 9784309408651
  - 泣かない女はいない（『文藝』2004年秋号）
  - センスなし（『文藝』2003年夏号）
  - 二人のデート（書き下ろし）
- 『夕子ちゃんの近道』（2006年4月、新潮社 / 2009年4月、講談社文庫、解説：大江健三郎）ISBN 9784062763349
  - 瑞枝さんの原付（『新潮』2003年4月号）
  - 夕子ちゃんの近道（『新潮』2003年7月号）
  - 幹夫さんの前カノ（『新潮』2004年1月号）
  - 朝子さんの箱（『新潮』2004年3月号）
  - フランソワーズのフランス（『新潮』2004年7月号）
  - 僕の顔（『新潮』2004年12月号）
  - パリの全員 （書き下ろし）
- 『エロマンガ島の三人 長嶋有異色作品集』（2007年6月、エンターブレイン / 2010年7月、文春文庫、解説：バカタール加藤）ISBN 9784167693046
  - エロマンガ島の三人（『オトナファミ』2006年夏号 - 冬号）
  - 女神の石（Webマガジン『アニマソラリス』・2001年）
  - アルバトロスの夜（Webマガジン『アニマソラリス』20号・2002年）
  - ケージ、アンプル、箱（『小説現代』2004年4月号）
  - 青色LED（書き下ろし）
- 『ぼくは落ち着きがない』（2008年6月、光文社 / 2011年5月、光文社文庫、解説：堺雅人）ISBN 9784334749538
  - ぼくは落ち着きがない（『本が好き!』2007年2月号 - 2008年1月号）
- 『ねたあとに』（2009年2月、朝日新聞出版 / 2012年2月、朝日文庫、解説：長嶋康郎）ISBN 9784022646514
  - ねたあとに（『朝日新聞』夕刊 2007年11月20日 - 2008年7月26日、挿画・高野文子）
- 『祝福』（2010年10月、河出書房新社 / 2014年1月、河出文庫、解説：北村浩子）ISBN 4309412696
  - 丹下（『イルクーツク2』2007年）
  - マラソンをさぼる（『ダ・ヴィンチ』2003年11月号）
  - 穴場で（『東京カレンダー』2004年7月号）
  - 山根と六郎（アンソロジー『東京19歳の物語』収録、G.B.、2005年）
  - 噛みながら（『ぼくは落ち着きがない』非売品限定カバー裏掲載、光文社、2008年）
  - ジャージの一人（ブルボン小林『ジュ・ゲーム・モア・ノン・プリュ』収録、太田出版、2004年）
  - ファットスプレッド（『小説すばる』2006年5月）
  - 海の男（『新潮』2005年11月号）
  - 十時間（『すばる』2010年10月）
  - 祝福（『文藝』2010年秋号）
- 『佐渡の三人』（2012年9月、講談社 / 2015年12月、講談社文庫）ISBN 9784062179935
  - 佐渡の三人（『文學界』2007年1月号）
  - 戒名（『群像』2009年3月）
  - スリーナインで大往生（『群像』2011年11月号）
  - 旅人（『群像』2012年6月号）
- 『問いのない答え』（2013年12月、文藝春秋 / 2016年7月、文春文庫）ISBN 978-4163828305
  - 問いのない答え（『文學界』2012年1月号 - 2013年10月号、装画：ウラモトユウコ、鶴谷香央理、オカヤイヅミ）
- 『愛のようだ』（2015年11月、リトル・モア）ISBN 978-4898154243
  - 書き下ろし
- 『三の隣は五号室』（2016年6月、中央公論新社）ISBN 978-4120048555
  - 『アンデル』2015年1月号 - 10月号
- 『もう生まれたくない』（2017年6月、講談社 / 2021年11月、講談社文庫）ISBN 978-4062206273
  - もう生まれたくない（『群像』2017年1月号）
- 『私に付け足されるもの』（2018年12月、徳間書店）
  - 四十歳（『文學界』2014年3月号）
  - 白竜（『文學界』2016年1月号）
  - Mr.セメントによろしく（『文學界』2017年1月号）
  - どかない猫（『すばる』2015年1月号）
  - 遡行するガール（『小説BOC』2017年夏号、「フキンシンちゃん遡行する！」改題）
  - 桃子のワープ（『読楽』2018年6月号）
  - ムーンライト（『J-novel』2014年12月号）
  - 雨漏りの音（『THE BIG ISSUE』342号）
  - 先駆者の最後の黒（『すばる』2013年1月号）
  - Gのシニフィエ・シニフィアン（『読楽』2014年5月号）
  - 瀬名川蓮子に付け足されるもの（書き下ろし）
  - そういう歌（『文藝』2016年秋季号）
- 『今も未来も変わらない』（2020年9月、中央公論新社 / 2024年4月、中公文庫）
  - 今も未来も変わらない（『婦人公論』連載）
- 『ルーティーンズ』（2021年11月、講談社 / 2024年11月、講談社文庫）
  - 願いのコリブリ、ロレックス（『群像』2021年2月号）
  - 願いのロレックス（『文學界』2021年2月号）
  - ルーティーンズ（『群像』2021年8月号）
- 『トゥデイズ』（2023年10月、講談社）
  - トゥデイズ（『群像』2023年8月号）
  - 舟（文学ムック『ことばと』 vol.5）
- 『僕たちの保存』（2024年9月、文藝春秋）
  - そこにある場所（『文學界』2023年3月号）
  - 運ばれる思惟（『文學界』2023年7月号）
  - シーケンシャル（『文學界』2023年11月号）
  - ゴーイースト（『文學界』2024年4月号）
  - 僕たちの保存（『文學界』2024年6月号）

#### 雑誌掲載
- 「吉祥寺は森の奥」（『小説トリッパー』2025年夏季号 - ）
- 「パルーカヴィルの夏」（『群像』2025年9月号）

### エッセイ等
- 『いろんな気持ちが本当の気持ち』（2005年7月、筑摩書房 / 2011年10月、ちくま文庫、解説：しまおまほ）ISBN 978-4480428868
- 『電化製品列伝』（2008年10月、講談社 / 2011年11月、講談社文庫〈『電化文学列伝』に改題〉、解説：豊崎由美）ISBN 978-4062771108
- 『安全な妄想』（2011年9月、平凡社 / 2014年11月、河出文庫）ISBN 978-4582835359
- 『本当のことしかいってない』（2012年12月、幻戯書房）ISBN 978-4864880114
- 『観なかった映画』（2017年3月、文藝春秋）ISBN 978-4163906041
- 『俳句は入門できる』（2019年12月、朝日新聞出版）ISBN 978-4022950499

### 漫画
- 『長嶋有漫画化計画』（2012年3月、光文社）ISBN 4334928129
  - 参加漫画家：吉田戦車、ウラモトユウコ、オカヤイヅミ、河井克夫、島崎譲、衿沢世衣子、カラスヤサトシ、島田虎之介、100%ORANGE、よしもとよしとも、フジモトマサル、陽気婢、小玉ユキ、うめ、萩尾望都、藤子不二雄A
- 『フキンシンちゃん』（2012年4月、マッグガーデン）ISBN 978-4861279874

### 俳句集
- 『春のお辞儀』（2014年4月・ふらんす堂、2019年4月・書肆侃侃房）ISBN 978-4781406527

### 「ブルボン小林」名義
- 『ブルボン小林の末端通信 Web生活を楽にする66のヒント』（2003年1月、光文社）ISBN 978-4334007508
- 『ジュ・ゲーム・モア・ノン・プリュ』（2005年1月、太田出版 / 2009年9月、ちくま文庫）ISBN 978-4872339215
- 『ぐっとくる題名』（2006年9月、中央公論新社 / 増補版、2014年10月、中公文庫）ISBN 978-4121502278
- 『ゲームホニャララ』（2009年9月、エンターブレイン）ISBN 978-4047260368
- 『マンガホニャララ』（2010年5月、文藝春秋 / 2013年4月、文春文庫）ISBN 978-4163722603
- 『マンガホニャララ ロワイヤル』（2013年4月、文藝春秋）ISBN 978-4163762708
- 『ザ☆マンガホニャララ 21世紀の漫画論』（2018年11月、クラーケン）ISBN 978-4909313041

## 教科書・入試問題への採用

### 教科書
- 『明解 現代文B』（三省堂、平成25年度、高校国語） - 俳句が採用。

- 『精選 言語文化』『新編 言語文化』（東京書籍、令和4年度、高校国語） - 小説「雨漏りの音」が採用。

### 入試問題
- 早稲田中学校 平成23年度 - 『猛スピードで母は』から出題。
- 中央大学附属中学校 令和元年度 - 短編『蛙始鳴』から出題。

## 出演
- 『NHK俳句』（NHK教育テレビジョン、毎月第二週選者）[9]
- 『たまむすび』（2020年4月1日[16] - 2023年3月1日[17]、TBSラジオ） - ブルボン小林名義、第一水曜日コーナーレギュラー「マンガ、ときどき本。」
  - 2019年6月6日[18]、2020年1月6日[19]、2022年2月16日[20]、2023年1月9日[21] - 代理パートナーとして出演。